# Carl-Axel Hageskog
Carl-Axel Ivar Hageskog (* 24. Mai 1954 in Nässjö) ist ein ehemaliger schwedischer Tennisspieler, Tennistrainer, Davis-Cup-Coach und Davis-Cup-Kapitän. Heute ist er Professor am Pädagogischen Institut an der Universität Växjö.

## Karriere

### Spieler
Als aktiver Spieler erreichte er 1982 beim ATP-Turnier von Båstad, den Swedish Open, nach Siegen über John Fitzgerald (Australien; 7:5, 6:3) und Karl Meiler (Deutschland; 5:7, 6:2, 6:3) das Viertelfinale. Dort unterlag er Gustavo Tiberti aus Argentinien mit 3:6, 3:6. Mit der 1. Herrenmannschaft von Weiß-Blau Würzburg spielte er in der Bayerischen Tennisoberliga bzw. Regionalliga.

### Davis-Cup-Kapitän
Im Zeitraum 1985–2002 war er Davis-Cup-Coach bzw. Davis-Cup-Kapitän des schwedischen Teams. Die folgenden Erfolge konnte er in dieser Zeit mit der schwedischen Mannschaft feiern:
- Sieger 1985 (Deutschland: Schweden 2:3) in München
- Sieger 1987 (Schweden: Indien 5:0) in Göteborg
- Finalist 1988 (Schweden: Deutschland 1:4) in Göteborg
- Finalist 1989 (Deutschland: Schweden 3:2) in Stuttgart
- Sieger 1994 (Russland: Schweden 1:4) in Moskau
- Finalist 1996 (Schweden: Frankreich 2:3) in Malmö
- Sieger 1997 (Schweden: USA 5:0) in Göteborg
- Sieger 1998 (Italien: Schweden 1:4) in Mailand

### Coach
Neben seinem Engagement im Daviscup war er erfolgreich als Coach des schwedischen World-Team-Cup-Teams (1988 – Sieger mit Stefan Edberg, Anders Järryd und Kent Carlsson; 1991 – Sieger mit Stefan Edberg, Jonas Svensson und Magnus Gustafsson; 1995 – Sieger mit Stefan Edberg, Jonas Björkman, Magnus Larsson und Jan Apell) sowie verschiedener Spieler der ATP Tour tätig. So arbeitete er in seinem Heimatclub Växjö TS mit Mats Wilander und Jan Gunnarsson. Auf der Tour begleitete er Anders Järryd, Magnus Larsson, Henrik Holm und Andreas Vinciguerra. 2006 wurde er in Schwedens Tennis Hall of Fame aufgenommen.
Heute ist er Professor an der Universität Växjö und lehrt dort Sport Coaching. Daneben hält er Vorträge zu diesem Thema und leitet Tennisseminare. Mit Stefan Edberg betreibt er in Växjö ein Leistungszentrum für Nachwuchsspieler.